# Ophrys clapensis
Ophrys clapensis là một loài thực vật có hoa trong họ Lan. Loài này được Balayer mô tả khoa học đầu tiên năm 1989.